# Beenoskee
Beenoskee är ett berg i republiken Irland.   Det ligger i grevskapet Ciarraí och provinsen Munster, i den sydvästra delen av landet, 290 km väster om huvudstaden Dublin. Toppen på Beenoskee är 826 meter över havet, eller 491 meter över den omgivande terrängen. Bredden vid basen är 6,4 km.
Terrängen runt Beenoskee är huvudsakligen kuperad, men norrut är den platt. Havet är nära Beenoskee norrut.Runt Beenoskee är det glesbefolkat, med 12 invånare per kvadratkilometer. Närmaste större samhälle är Dingle, 15,3 km sydväst om Beenoskee. Trakten runt Beenoskee består i huvudsak av gräsmarker.